# Мирошниковский
Мирошниковский — хутор в Белокалитвинском районе Ростовской области.
Входит в состав Ильинского сельского поселения.

## География
На хуторе имеется одна улица: Мирошниковская.

## Население
| 1989 | 2002 | 2010 |
| ---- | ---- | ---- |
| 47   | ↗70  | ↘68  |

## Известные уроженцы, жители
- Помазков, Григорий Петрович (1924—2012) — русский поэт.

## Инфраструктура
Личное подсобное хозяйство с зоной сельскохозяйственного использования, индивидуальная застройка усадебного типа.

## Транспорт
Марьевка доступен автотранспортом.